# フーティウ

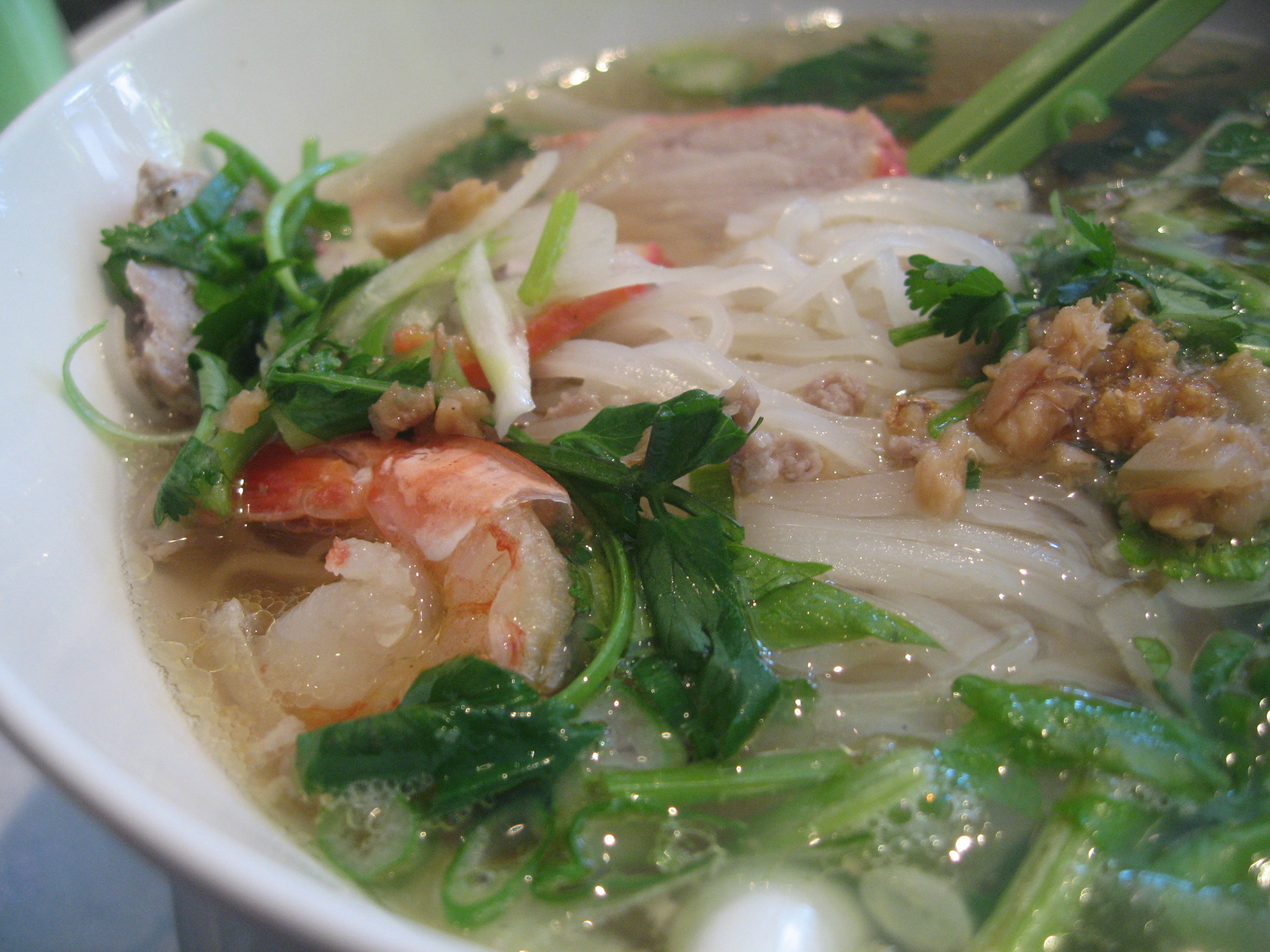
フーティウ・ナムヴァン

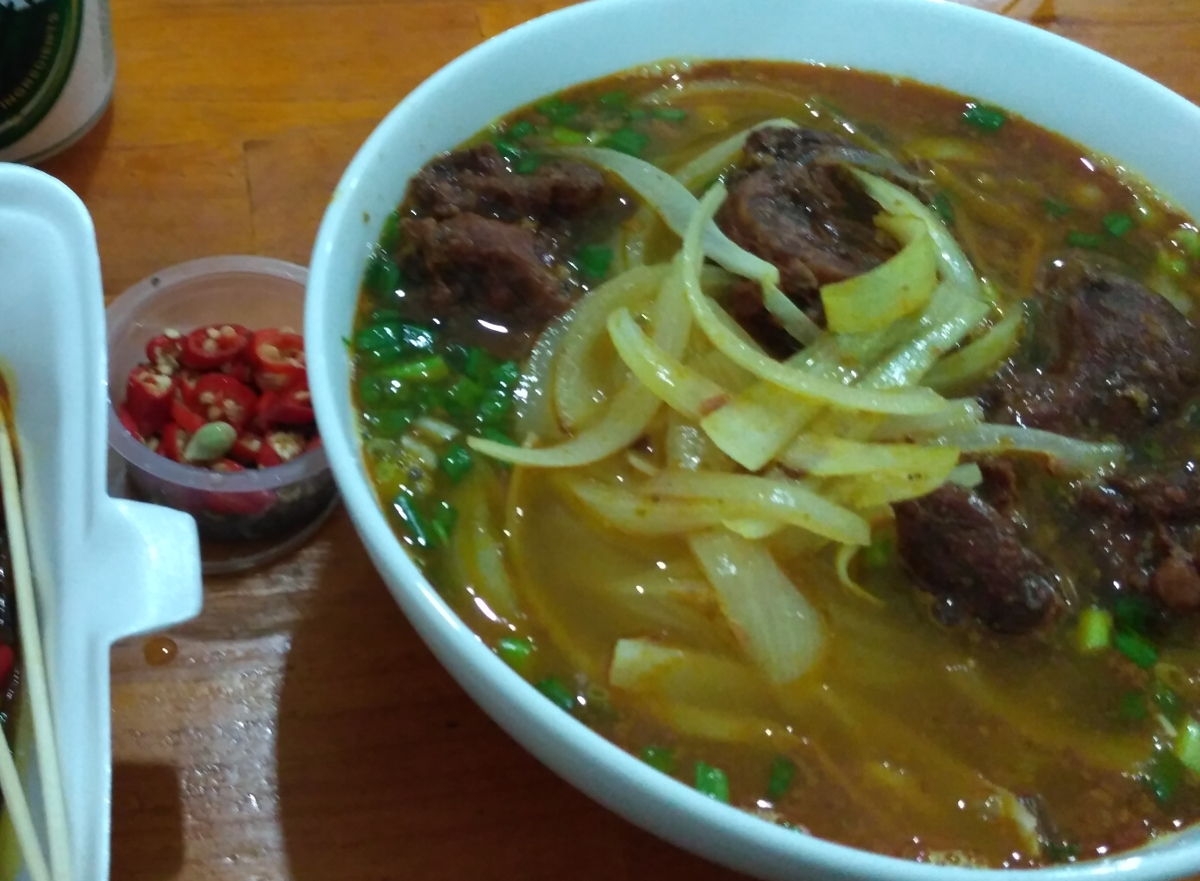
フーティウ・ボーコー（2016年9月、ヴンタウ）

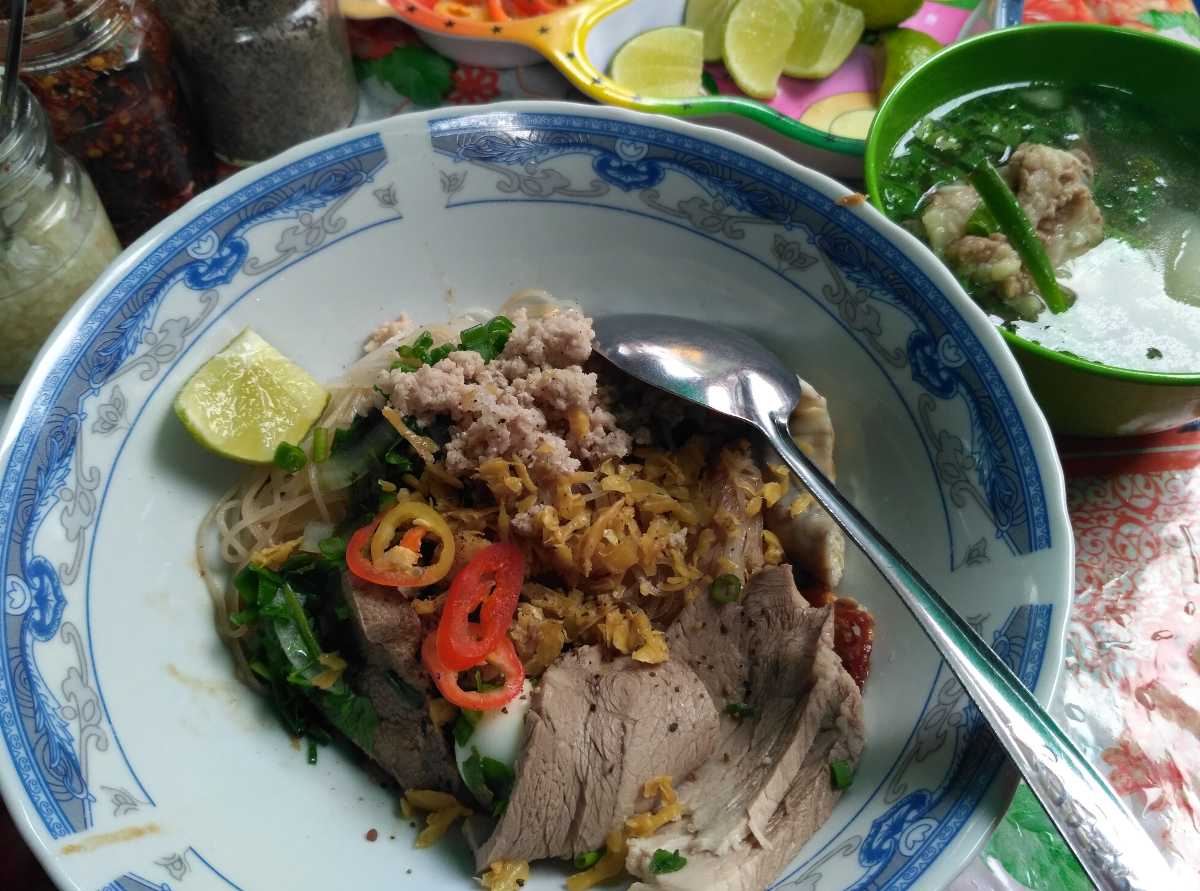
フーティウ・ナムヴァン・コー（2016年9月、サイゴン、タイビン市場）

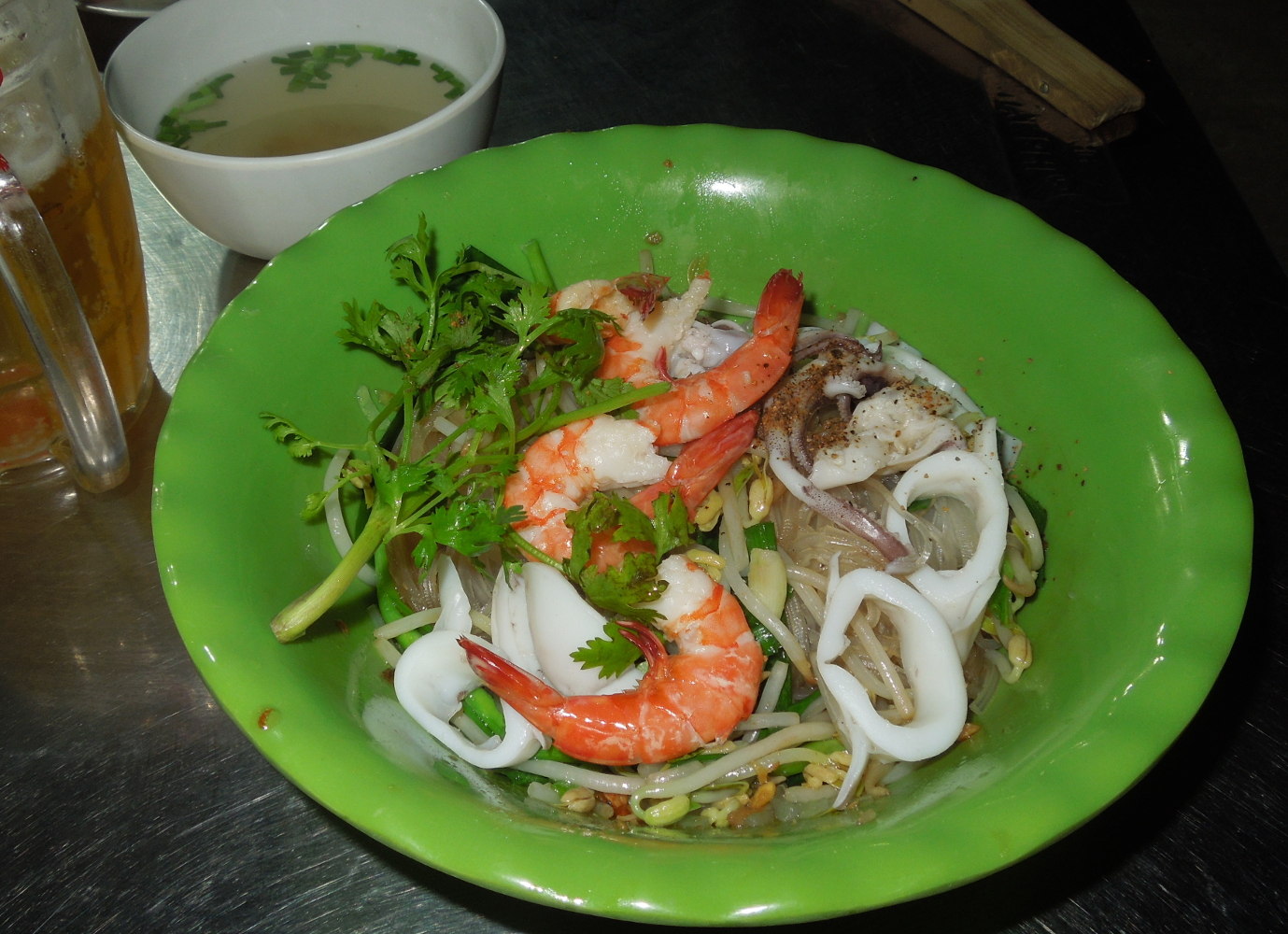
フーティウ・ハイサン・コー（海鮮汁なし）（2015年、キエンザン省ハティエン）

フーティウ（ベトナム語：Hủ Tiếu, Hủ Tíu / 粿條）は、ベトナム南部を中心に食べられている、米粉から作られた細くて白い乾麺の米麺。

## 概要
ベトナムでの麺料理は、外国人にはフォーが著名であるが、フォーは本来北部ハノイが本場であり、南部ではこのフーティウがポピュラーである。フォー、ブンが生麺で販売されるのに対し、フーティウは通常、半乾燥麺として販売されるためコシのある食感が楽しめる。

## 歴史
フーティウには、17世紀後期に中国南部からベトナム南部（広南国）へ移住してきた中国人によって広められた粿條（クェティオウ）がルーツとされるものと、同じく中国人がカンボジアに持ち込んだクェティオウが、「クイティウ」としてカンボジアに広まり、ポル・ポト時代にベトナムに「フーティウ・ナンヴァン」（プノンペン風フーティウ）として持ち込まれたものとの二系統がある。今日ではフーティウといえば後者を指すことが一般的である。

## バリエーション
フーティウ・ナムヴァン（ベトナム語：Hủ Tiếu Nam Vang）
ナムヴァンはベトナム語でカンボジアの首都プノンペンを指す。具はエビ、豚のモツ、うずら卵が一般的で、それぞれ海・陸・空の象徴とされる。スープは甘め。
フーティウ・コー（ベトナム語：Hủ Tiếu khô）
汁なし麺。別椀でスープが提供されるのが一般的。
フーティウ・ナムヴァン・コー（ベトナム語：Hủ Tiếu Nam Vang khô）
フーティウ・ナムヴァンの汁なし麺。
フーティウ・ミー（ベトナム語：Hủ Tiếu mì）
フーティウと中華麺をひとつの丼で出すもの。
フーティウ・ボーコー（ベトナム語：Hủ Tiếu bò kho）
ボーコー（ベトナム風ビーフシチュー）に麺をいれたスパイシーなもの。